# Borsbeek
Borsbeek (anciennement aussi Borsbeeck) est un district de la commune  d'Anvers en Belgique située en Région flamande dans la province d'Anvers. C'est aujourd'hui une commune largement urbanisée : en particulier, la moitié nord de la commune fait partie de la grande agglomération anversoise, tandis que la partie sud est restée rurale, avec plusieurs exploitations agricoles.
En 2025, la commune fusionne avec Anvers pour devenir le dixième district de la ville,.

## Héraldique
|  | La commune possède des armoiries qui lui ont été octroyées le 22 mars 1920 et avec les supports le 4 avril 1995. Ce sont celles des derniers seigneurs de Borsbeek à la fin du XVIIIe siècle, la famille espagnole De Villegas, originaire de Burgos mais qui ont exercé une grande influence en Belgique depuis le XVIIe siècle. Les armoiries de 1995 sont basées sur les armoiries officielles de Diego Ferdinand de Villegas, échevin d'Anvers en 1672. Les supports ont été ajoutés à ce moment-là. Blasonnement : Écartelé: 1. D'argent à une croix fleurdelisé vide de sable et à la bordure de gueules, chargée de 8 chaudrons d'or. 2. Écartelé a. et d. de gueules à un lévrier sautant d'argent b. et c. d'or à trois fers de moulin d'azur. 3. D'argent à deux loups placés l'un au dessus de l'autre de sable et à une bordure de gueules, chargée de sept croix de Saint André d'argent. 4. Écartelé a. et d. de gueules à une aigle d'argent b. et c. burellé de 6 pièces de gueules et d'or. Source du blasonnement : Heraldy of the World. |

## Démographie

### Évolution démographique
- Source : DGS - Remarque: 1806 jusqu'à 1981=recensement; depuis 1990=nombre d'habitants chaque 1er janvier[4]